# Château de Rameyen
Le château de Rameyen (en néerlandais : Hof van Rameyen) est un château à douves situé à Gestel, une section de Berlaar, dans la province belge d'Anvers. 

## Historique
Le château, dont le noyau remonte probablement à un château à douves du XIIIe ou XIVe siècle, s'est transformé en un château Renaissance du XVIe siècle, qui a été reconstruit et restauré plusieurs fois au cours des siècles suivants. L'un de ses résidents les plus célèbres était Nicolaas Rubens (en), le deuxième fils de Peter Paul Rubens, qui y passa ses dernières années.

## Description
Une porte d'entrée monumentale en fer forgé sur la Rameyenstraat mène à travers une allée de châtaigniers via la guérite à une cour triangulaire avec la ferme du château du XVIIIe siècle et les dépendances. Le château lui-même est une résidence luxueuse de près de 4 000 m2 avec 10 chambres avec salle de bain, et dispose d'espaces d'exposition et de bureaux, et d'installations de détente telles qu'un fitness, une piscine et des courts de tennis. Dans la chapelle du château, il y a un sol en faïence unique du XVIe siècle, probablement le plus ancien sol de ce type au Benelux.
Le château est situé dans un grand parc paysager de 72 hectares avec des plantations de séquoias, magnolias, cyprès, châtaigniers, tilleuls et plusieurs vases ornementaux monumentaux.

## Restaurations
Le château a été restauré vers 1850, entre autres. Des travaux de restauration suivirent au début du xxe siècle.  En 1996-2001, le château et ses dépendances ont été entièrement restaurés par l'architecte Rutger Steenmeijer et l'architecte d'intérieur Axel Vervoordt. Lors d'une rénovation en profondeur en 2015-2020, le bâtiment a été repeint en jaune ocre.

## Propriétaires
Jan II Berthout van Berlaer (nl) est déjà mentionné comme premier propriétaire en 1303. Les propriétaires suivants comprenaient la famille Van Immerseel, jonkheer B. Le Cocq (1635-1643), la famille de Nicolaas Rubens (en) (1643-1759), le baron de Celles (1759-1815), P. J. A. Le Grelle (1816-1896), N. J. A. de Cock (1896-? ). Les propriétaires au XXIe siècle étaient la société N. V. De Groene Nete, avec des actions détenues par la famille De Gruyter (1995-2015), et depuis 2015 NV Hof van Rameyen,  avec des actions détenues par la famille Van Gansewinkel. Après le décès de Leo Van Gansewinkel en 2019, la famille a décidé de revendre la propriété.

## Ferme du château
La ferme appartenant au domaine est elle-même un patrimoine architectural. Elle date du XVIIIe siècle et comprend une écurie, une grange avec écurie et remise pour chevaux, fournil et potager.